# Comté de Hohengeroldseck

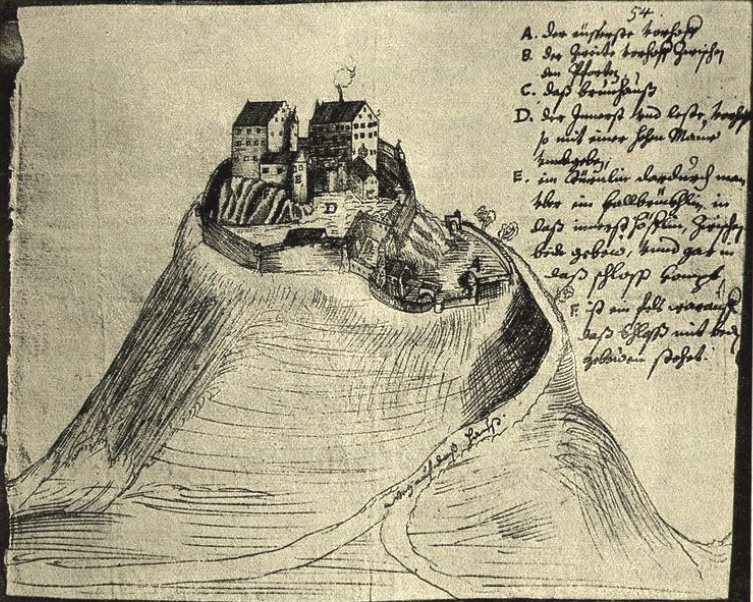
Château de Hohengeroldseck

Le comté de Hohengeroldseck (en allemand : Grafschaft Hohengeroldseck) était un État du Saint-Empire romain germanique qui relevait du cercle impérial de Souabe.
Lors de la fondation de la confédération du Rhin le comté, alors appartenant aux comtes de la Leyen depuis 1705, était élevé comme principauté de la Leyen de 1805 à 1815, mais celle-ci est dissoute lors du congrès de Vienne qui attribua la principauté à l'empire d'Autriche.
Par le traité signé à Francfort le 10 juillet 1819, l'empire d'Autriche céda le comté au grand-duché de Bade.
Le grand-duc en prit possession le 4 octobre 1819.